# Ulvagölen
Ulvagölen är en sjö i Emmaboda kommun i Småland och ingår i Nättrabyåns huvudavrinningsområde.